# 138

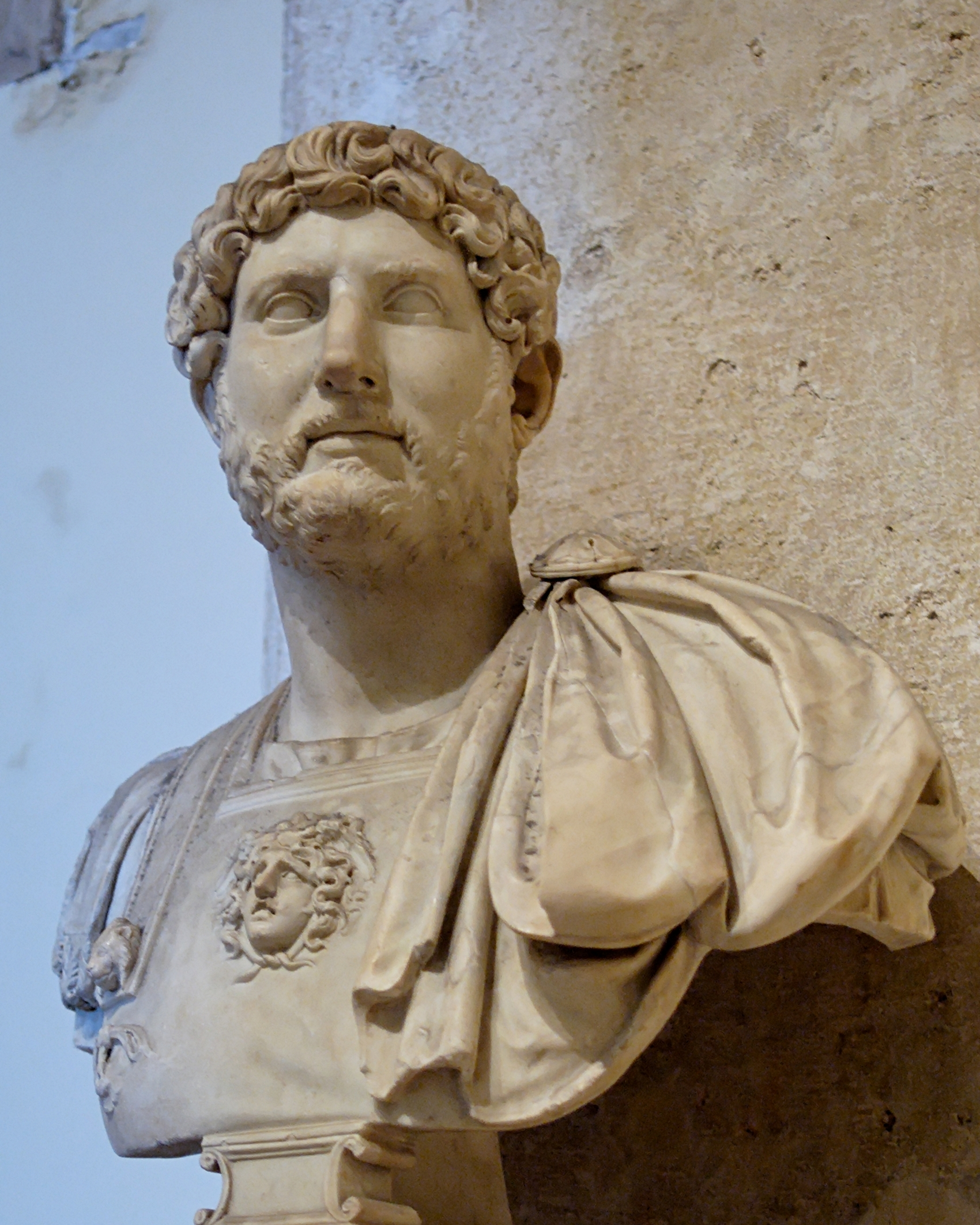
Keizer Hadrianus (76 - 138)

Het jaar 138 is het 38e jaar in de 2e eeuw volgens de christelijke jaartelling.

## Gebeurtenissen

### Italië
- 1 januari - Lucius Aelius Verus Caesar, adoptiefzoon en troonopvolger van keizer Hadrianus, overlijdt aan tuberculose.
- 25 februari - Hadrianus benoemt Antoninus Pius tot zijn opvolger, op voorwaarde dat hij Marcus Aurelius en Lucius Verus adopteert.
- 10 juli - Hadrianus overlijdt na een hartstilstand in zijn villa in Baia. Na zijn dood wordt hij begraven in de Tuinen van Domitia.
- De 51-jarige Antoninus Pius (r. 138 - 161) volgt Hadrianus op als keizer van het Romeinse Keizerrijk.

### Parthië
- Koning Vologases III stuurt een Parthische delegatie naar Rome en schenkt Antoninus Pius een gouden kroon.

### Klein-Azië
- Lucius Flavius Arrianus voltooit zijn boekwerk "Encheiridion", met citaten en ideeën van de filosoof Epictetus.

## Geboren
- Han Zhidi, keizer van het Chinees Keizerrijk (overleden 146)
- Marcus Ummidius Quadratus, Romeins politicus (overleden 182)

## Overleden
- Juvenalis, Romeins satirendichter (waarschijnlijke datum)
- 1 januari - Lucius Ceionius Commodus, adoptiefzoon van Hadrianus
- Marcus Annius Verus, Romeins consul en staatsman
- 10 juli - Publius Aelius Trajanus Hadrianus (62), keizer van het Romeinse Keizerrijk